# Дананг (футбольный клуб)
«Дананг» (вьет. Đà Nẵng) — вьетнамский футбольный клуб, представляющий одноимённый город. Выступает в V-лиге.
До середины 1990-х годов команда носила название «Куангнам Дананг» (Quảng Nam Đà Nẵng). В 1993 году «Куангнам» смог пробиться в полуфинал Кубка обладателей кубков. Это был первый успех вьетнамских коллективов в азиакубках.
С 2008 года спонсором клуба является банк SHB («Банк Сайгон — Ханой»). Команду тренирует Ле Хюинь Дык, бывший игрок «Дананга» и один из лучших бомбардиров в истории сборной Вьетнама.

## Достижения
- Чемпионат Вьетнама:

Чемпион (3): 1992, 2009, 2012
Серебряный призёр (4): 1987, 1990, 1991, 2005
Бронзовый призёр: 2011
- Кубок Вьетнама:

Победитель (2): 1993, 2009
- Суперкубок Вьетнама:

Победитель (2): 2012

## Выступления в чемпионатах Вьетнама
| Сезон    | 00/01 | 01/02 | 2003 | 2004 | 2005 | 2006 | 2007 | 2008 | 2009 | 2010 | 2011 | 2012 |
| -------- | ----- | ----- | ---- | ---- | ---- | ---- | ---- | ---- | ---- | ---- | ---- | ---- |
| Дивизион | 2     | 1     | 1    | 1    | 1    | 1    | 1    | 1    | 1    | 1    | 1    | 1    |
| Место    | 2     | 6     | 10   | 9    | 2    | 7    | 5    | 4    | 1    | 6    | 3    | 1    |

## Выступления в соревнованиях АФК
- Клубный чемпионат Азии: 1

1994: 1-й квалификационный раунд
- Лига чемпионов АФК: 1

2006: групповой этап
- Кубок АФК: 1

2010: четвертьфинал
2013:
- Кубок обладателей кубков Азии: 2

1992/93: полуфинал
1994/95: второй раунд